# 夸父璀灰蝶
夸父璀灰蝶（学名：Sibataniozephyrus kuafui），又名插天山綠小灰蝶、夸父綠小灰蝶，为灰蝶科璀灰蝶屬下的一个种。

## 描述
本種為中型灰蝶，具雌雄二型性。雄蝶全身多為褐色，頭部與複眼周圍有白色紋與毛，觸角深褐帶白環，下唇鬚白色混深褐，前伸且尖細。胸腹背面深褐，腹面白亮。足為白色，跗節具深褐條紋，前足跗節癒合並向下彎尖。
前翅長15-18 mm，呈三角形，後翅葉狀，CuA2脈末端具絲狀尾突。雄蝶翅背為褐色基底，覆有帶黃調的金屬光澤藍鱗，翅緣為深褐色，後翅外緣具淺藍線紋；腹面底色白，具兩道深褐帶紋，後翅內帶後段呈V字形，亞外緣有斑點與細紋，臀區與CuA1室具黑點及橙斑。
雌蝶翅背面整體為褐色，沿後翅外緣散布少量青白鱗，無明顯斑紋。其前足跗節不癒合，複眼毛稀疏。
腹面翅紋雌雄相似，底色白，前後翅中央具V形褐帶，前翅中室末端有短褐條，前後翅外緣與其內側皆有褐色紋列。臀區與CuA1室亦具黑橙斑及眼狀斑，緣毛多為白色。

## 分佈
為臺灣特有種，分布於本島北部有臺灣水青岡林的山脊地區。

## 棲地
棲息於常綠闊葉林，一年一代，成蝶初夏出現並活動於樹冠層。幼蟲以殼斗科臺灣水青岡新芽為食，冬季以卵態越冬，卵產於寄主植物枝條下側。